# Мефодій (Нікольський)
Єпископ Мефодій (світське ім'я — Михайло Іванович Нікольський; *30 вересня 1835, Володимирська губернія — †13 червня 1898, Кременець) — освітній та релігійний діяч Російської імперії, єпископ Відомства православного сповідання Російської імперії, єпископ Острозький, вікарій Волинської єпархії. Духовний письменник.

## Біографія
Народився в 1835 році в сім'ї священика Володимирської єпархії.
У 1857 році після закінчення Володимирської духовної семінарії був учителем Володимирського духовного училища, а в 1859 році перейшов в Шуйске духовне училище.
У 1863 році поступив в Санкт-Петербурзьку духовну академію.
У червні 1867 пострижений у чернецтво, висвячений у сан ієромонаха і по закінченні в цьому ж році академії зі ступенем кандидата богослов'я, призначений викладачем Костромської духовної семінарії.
29 березня 1878 возведений у сан архімандрита.
З 12 листопада 1879 — виконувач посаду ректора Донський духовної семінарії.
З 2 липня 1882 — ректор Кавказької духовної семінарії в Ставрополі.
З 10 листопада 1883 — настоятель Батуринського Миколаївського монастиря Чернігівської єпархії.
З 13 травня 1888 — настоятель Благовіщенського монастиря в Нижньому Новгороді.
15 липня 1893 в Олександро-Невській Лаврі хіротонізований на єпископа Новгород-Сіверського, вікарій Чернігівської єпархії.
З 28 червня 1894 року — єпископ Острозький, вікарій Волинської єпархії.
Помер 13 червня 1898 в Кременці. Похований в Богоявленському храмі Кременецького монастиря.